# 藤田靖弘
藤田 靖弘（ふじた やすひろ、1984年5月24日 - ）は、静岡県出身の競艇選手。
登録番号4376。身長165cm。血液型O型。98期。静岡支部所属。
兄は同じ競艇選手の藤田竜弘。同期に鶴本崇文、平山智加、松田祐季らがいる。

## 来歴
- やまと競艇学校時代、リーグ戦勝率4.44（準優出2　優出1）の成績を残した。
- 2006年5月18日、浜名湖競艇場でデビュー（6着）。
- 2006年6月16日、住之江競艇場での「日刊スポーツ盾争奪 第40回しぶき杯競走」4日目3Rで初勝利（13走目）。
- 2010年9月5日、浜名湖競艇場での「G3 2010新鋭リーグ戦第15戦 若鮎杯」で初優勝（優出3回目）。
- 2011年1月25日、宮島競艇場での「G1共同通信社杯 第25回新鋭王座決定戦競走」にG1初出場。翌26日、2日目1RでG1初勝利[1]。